# UEFA-Pokal 1985/86
Der UEFA-Pokal 1985/86 war die 15. Auflage des Wettbewerbs und wurde von Real Madrid nach zwei Finalspielen gegen den Bundesligavertreter 1. FC Köln gewonnen.

## Modus
Der Wettbewerb wurde in sechs Runden in Hin- und Rückspielen ausgetragen. Bei Torgleichstand entschied zunächst die Anzahl der Auswärts erzielten Tore, danach eine Verlängerung abschließend erst das Elfmeterschießen.
Vereine aus England waren nach der Katastrophe von Heysel für unbestimmte Zeit von der Teilnahme ausgeschlossen.

## 1. Runde
|                          | Gesamt          |                             | Hinspiel | Rückspiel   |
| ------------------------ | --------------- | --------------------------- | -------- | ----------- |
| FC Avenir Beggen         | 0:6             | PSV Eindhoven               | 0:2      | 0:4         |
| Valur Reykjavík          | 2:4             | FC Nantes                   | 2:1      | 0:3         |
| Slavia Prag              | 1:3             | FC St. Mirren               | 1:0      | 0:3 n. V.   |
| Linzer SK                | 3:0             | TJ Baník Ostrava OKD        | 2:0      | 1:0         |
| AEK Athen                | 1:5             | Real Madrid                 | 1:0      | 0:5         |
| APOEL Nikosia            | 4:6             | Lokomotive Sofia            | 2:2      | 2:4 n. V.   |
| AJ Auxerre               | 3:4             | AC Mailand                  | 3:1      | 0:3         |
| Bohemians Dublin         | 4:7             | Dundee United               | 2:5      | 2:2         |
| Borussia Mönchengladbach | 3:1             | Lech Posen                  | 1:1      | 2:0         |
| Tschernomorez Odessa     | (a)4:4(a)       | Werder Bremen               | 2:1      | 2:3         |
| Coleraine FC             | 1:6             | 1. FC Lokomotive Leipzig    | 1:1      | 0:5         |
| Dinamo Bukarest          | (a)2:2(a)       | Vardar Skopje               | 2:1      | 0:1         |
| KS Dinamo Tirana         | 1:0             | Ħamrun Spartans             | 1:0      | 0:0         |
| Győri ETO FC             | 4:5             | Bohemians ČKD Prag          | 3:1      | 1:4 n. V. 1 |
| Hajduk Split             | 7:3             | FC Metz                     | 5:1      | 2:2         |
| Inter Mailand            | 5:1             | FC St. Gallen               | 5:1      | 0:0         |
| 1. FC Köln               | 2:1             | Sporting Gijón              | 0:0      | 2:1         |
| Legia Warschau           | 4:1             | Viking Stavanger            | 3:0      | 1:1         |
| RFC Lüttich              | 4:1             | SSW Innsbruck               | 1:0      | 3:1         |
| Pirin Blagoewgrad        | 1:7             | Hammarby IF                 | 1:3      | 0:4         |
| Portimonense SC          | 1:4             | Partizan Belgrad            | 1:0      | 0:4         |
| Glasgow Rangers          | 1:2             | CA Osasuna                  | 1:0      | 0:2         |
| Spartak Moskau           | 4:1             | Turku PS                    | 1:0      | 3:1         |
| Sporting Lissabon        | 4:3             | Feyenoord Rotterdam         | 3:1      | 1:2         |
| FC Turin                 | 3:2             | Panathinaikos Athen         | 2:1      | 1:1         |
| Sparta Rotterdam         | 2:2 (4:3 i. E.) | Hamburger SV                | 2:0      | 0:2 n. V.   |
| Videoton SC              | (a)3:3(a)       | Malmö FF                    | 1:0      | 2:3         |
| KSV Waregem              | 6:2             | Aarhus GF                   | 5:2      | 1:0         |
| BSG Wismut Aue           | 2:5             | Dnepr Dnepropetrowsk        | 1:3      | (2)1:2 2    |
| Neuchâtel Xamax          | 7:4             | Sportul Studențesc Bukarest | 3:0      | 4:4         |
| Athletic Bilbao          | 5:1             | Beşiktaş Istanbul           | 4:1      | 1:0         |
| Boavista Porto           | 5:6             | FC Brügge                   | 4:3      | 1:3         |

## 2. Runde
|                  | Gesamt    |                          | Hinspiel | Rückspiel |
| ---------------- | --------- | ------------------------ | -------- | --------- |
| Videoton SC      | 1:2       | Legia Warschau           | 0:1      | 1:1       |
| Lokomotive Sofia | (a)1:1(a) | Neuchâtel Xamax          | 1:1      | 0:0       |
| KS Dinamo Tirana | 0:1       | Sporting Lissabon        | 0:0      | 0:1       |
| Dundee United    | 3:1       | Vardar Skopje            | 2:0      | 1:1       |
| Hammarby IF      | 5:4       | FC St. Mirren            | 3:3      | 2:1       |
| 1. FC Köln       | 8:2       | Bohemians ČKD Prag       | 4:0      | 4:2       |
| RFC Lüttich      | 1:4       | Athletic Bilbao          | 0:1      | 1:3       |
| Linzer ASK       | 1:4       | Inter Mailand            | 1:0      | 0:4       |
| AC Mailand       | (a)3:3(a) | 1. FC Lokomotive Leipzig | 2:0      | 1:3       |
| Partizan Belgrad | 1:5       | FC Nantes                | 1:1      | 0:4       |
| PSV Eindhoven    | 2:3       | Dnepr Dnepropetrowsk     | 2:2      | (3)0:1 3  |
| Real Madrid      | 2:1       | Tschernomorez Odessa     | 2:1      | 0:0       |
| Sparta Rotterdam | 2:6       | Borussia Mönchengladbach | 1:1      | 1:5       |
| Spartak Moskau   | 4:1       | FC Brügge                | 1:0      | 3:1       |
| FC Turin         | 2:4       | Hajduk Split             | 1:1      | 1:3       |
| KSV Waregem      | 3:2       | CA Osasuna               | 2:0      | 1:2       |

## 3. Runde
|                          | Gesamt    |                   | Hinspiel | Rückspiel |
| ------------------------ | --------- | ----------------- | -------- | --------- |
| Athletic Bilbao          | 2:4       | Sporting Lissabon | 2:1      | 0:3       |
| Borussia Mönchengladbach | (a)5:5(a) | Real Madrid       | (4)5:1 4 | 0:4       |
| Dnepr Dnepropetrowsk     | 0:3       | Hajduk Split      | (5)0:1 5 | 0:2       |
| Dundee United            | 3:4       | Neuchâtel Xamax   | 2:1      | 1:3 n. V. |
| Hammarby IF              | 3:4       | 1. FC Köln        | 2:1      | 1:3       |
| Inter Mailand            | 1:0       | Legia Warschau    | 0:0      | 1:0 n. V. |
| Spartak Moskau           | 1:2       | FC Nantes         | (6)0:1 6 | 1:1       |
| KSV Waregem              | 3:2       | AC Mailand        | 1:1      | 2:1       |

## Viertelfinale
|                   | Gesamt          |                 | Hinspiel | Rückspiel |
| ----------------- | --------------- | --------------- | -------- | --------- |
| Sporting Lissabon | 1:3             | 1. FC Köln      | 1:1      | 0:2       |
| Hajduk Split      | 1:1 (4:5 i. E.) | KSV Waregem     | 1:0      | 0:1 n. V. |
| Inter Mailand     | 6:3             | FC Nantes       | 3:0      | 3:3       |
| Real Madrid       | 3:2             | Neuchâtel Xamax | 3:0      | 0:2       |

## Halbfinale
|               | Gesamt |             | Hinspiel | Rückspiel |
| ------------- | ------ | ----------- | -------- | --------- |
| 1. FC Köln    | 7:3    | KSV Waregem | 4:0      | 3:3       |
| Inter Mailand | 4:6    | Real Madrid | 3:1      | 1:5 n. V. |

## Finale

### Hinspiel
| Real Madrid                                          | Real Madrid | 1. FC Köln | 1. FC Köln | Aufstellung                              |
| ---------------------------------------------------- | --- | --- | ---------- | ---------------------------------------- |
| Real Madrid                                          | \| 30. April 1986 in Madrid (Estadio Santiago Bernabéu) \| \| Ergebnis: 5:1 (2:1) \| \| Zuschauer: 85.000 \| \| Schiedsrichter: George Courtney ( England) \|                                          | \| 30. April 1986 in Madrid (Estadio Santiago Bernabéu) \| \| Ergebnis: 5:1 (2:1) \| \| Zuschauer: 85.000 \| \| Schiedsrichter: George Courtney ( England) \|                                                                                            | 1. FC Köln | Aufstellung Real Madrid gegen 1. FC Köln |
| Real Madrid                                          | Agustín – Salguero – Jesús Solana, José Antonio Camacho – Martín Vázquez (81. Santillana), Míchel, Juanito, Rafael Gordillo – Jorge Valdano, Hugo Sánchez, Emilio Butragueño Cheftrainer: Luis Molowny | Toni Schumacher – Andreas Gielchen – Paul Steiner, Dieter Prestin, Karl-Heinz Geils – Ralf Geilenkirchen, Matthias Hönerbach, Uwe Bein (71. Thomas Häßler), Olaf Janßen – Pierre Littbarski (84. Norbert Dickel), Klaus Allofs Cheftrainer: Georg Keßler | 1. FC Köln | Aufstellung Real Madrid gegen 1. FC Köln |
| Real Madrid                                          | 1:1 Hugo Sánchez (37.) 2:1 Rafael Gordillo (41.) 3:1 Jorge Valdano (50.) 4:1 Jorge Valdano (85.) 5:1 Santillana (90.)                                                                                  | 0:1 Klaus Allofs (29.) | 1. FC Köln | Aufstellung Real Madrid gegen 1. FC Köln |
| 30. April 1986 in Madrid (Estadio Santiago Bernabéu) | | |            |                                          |
| Ergebnis: 5:1 (2:1)                                  | | |            |                                          |
| Zuschauer: 85.000                                    | | |            |                                          |
| Schiedsrichter: George Courtney ( England)           | | |            |                                          |

### Rückspiel
Der 1. FC Köln durfte wegen vorangegangener Zuschauerausschreitungen (in Waregem) das Finalheimspiel nicht im heimischen Müngersdorfer Stadion austragen und wich nach Berlin aus.
| 1. FC Köln                                     | 1. FC Köln | Real Madrid | Real Madrid | Aufstellung                              |
| ---------------------------------------------- | --- | --- | ----------- | ---------------------------------------- |
| 1. FC Köln                                     | \| 6. Mai 1986 in Berlin (Olympiastadion) \| \| Ergebnis: 2:0 (1:0) \| \| Zuschauer: 16.185 \| \| Schiedsrichter: Robert Valentine ( Schottland) \| | \| 6. Mai 1986 in Berlin (Olympiastadion) \| \| Ergebnis: 2:0 (1:0) \| \| Zuschauer: 16.185 \| \| Schiedsrichter: Robert Valentine ( Schottland) \|                                                                        | Real Madrid | Aufstellung 1. FC Köln gegen Real Madrid |
| 1. FC Köln                                     | Toni Schumacher – Andreas Gielchen – Dieter Prestin, Paul Steiner – Karl-Heinz Geils (84. Robert Schmitz), Ralf Geilenkirchen, Matthias Hönerbach, Uwe Bein, Olaf Janßen (60. David Pizanti) – Pierre Littbarski, Klaus Allofs Cheftrainer: Georg Keßler | Agustín – Antonio Maceda – Jesús Solana, José Antonio Camacho – Chendo, Rafael Gordillo, Emilio Butragueño (88. Juanito), Míchel, Ricardo Gallego – Hugo Sánchez (21. Santillana), Jorge Valdano Cheftrainer: Luis Molowny | Real Madrid | Aufstellung 1. FC Köln gegen Real Madrid |
| 1. FC Köln                                     | 1:0 Uwe Bein (23.) 2:0 Ralf Geilenkirchen (72.) | | Real Madrid | Aufstellung 1. FC Köln gegen Real Madrid |
| 1. FC Köln                                     | Karl-Heinz Geils, Matthias Hönerbach, Paul Steiner | Jorge Valdano, Míchel | Real Madrid | Aufstellung 1. FC Köln gegen Real Madrid |
| 6. Mai 1986 in Berlin (Olympiastadion)         | | |             |                                          |
| Ergebnis: 2:0 (1:0)                            | | |             |                                          |
| Zuschauer: 16.185                              | | |             |                                          |
| Schiedsrichter: Robert Valentine ( Schottland) | | |             |                                          |

## Beste Torschützen
| Rang | Spieler              | Klub                 | Tore |
| ---- | -------------------- | -------------------- | ---- |
| 1    | Klaus Allofs         | 1. FC Köln           | 9    |
| 2    | Jorge Valdano        | Real Madrid          | 7    |
| 3    | Pietro Paolo Virdis  | AC Mailand           | 6    |
|      | Alessandro Altobelli | Inter Mailand        | 6    |
|      | Daniel Veyt          | KSV Waregem          | 6    |
| 6    | Santillana           | Real Madrid          | 5    |
|      | Jean-Pierre Papin    | FC Brügge            | 5    |
|      | Oleg Protassow       | Dnepr Dnepropetrowsk | 5    |
|      | Hugo Sánchez         | Real Madrid          | 5    |

## Eingesetzte Spieler Real Madrid
| Real Madrid | |
| Real Madrid | - Tor: José Manuel Ochotorena (9/-); Agustín (4/-) - Abwehr: José Antonio Camacho (12/-); Chendo (10/-); Rafael Gordillo (9/4); Antonio Maceda (8/-); Salguero (7/-); Manolo Sanchís (7/-); Jesús Solana (2/-); Isidoro San José (1/-) - Mittelfeld: Míchel (12/2); Ricardo Gallego (11/-); Martín Vázquez (7/-) - Sturm: Emilio Butragueño (12/2); Jorge Valdano (11/7); Hugo Sánchez (11/5); Santillana (9/5); Juanito (9/-); Cholo (2/-); - Trainer: Luis Molowny |